# Опытная улица (Санкт-Петербург)
О́пытная улица — улица в историческом районе Ржевка Красногвардейского административного района Санкт-Петербурга. Выходит из тупика и идёт до реки Луппы.

## История
С конца XIX века улица называлась Николаевской. 22 февраля 1939 года получила современное название.

## Транспорт
Ближайшая к Опытной улице станция метро — «Ладожская» 4-й (Правобережной) линии.

## Пересечения
- Андреевская улица